# Llogara-Tunnel
Der Llogara-Tunnel (albanisch Tuneli i Llogarasë) ist ein 2024 eröffneter, zurzeit geschlossener Straßentunnel in Südalbanien. Der rund sechs Kilometer lange Tunnel – der längste des Landes – unterquert als Teil der SH8 den Llogara-Pass (1027 m ü. A.), der Vlora mit der Albanischen Riviera verbindet.

## Baugeschichte
Mit dem wachsenden Tourismus an der Albanischen Riviera entstand das Bedürfnis nach einer besseren Anbindung der Region. Die SH8 wurde laufend ausgebaut. Die Straßenführung am über 1000 Meter hohen Llogara-Pass mit steilen Rampen und teilweise engen Kehren blieb aber erhalten. 2017 kündigte Ministerpräsident Edi Rama erstmals die Idee eines Tunnels am Pass an. Nach kurzer Ausschreibung erfolgte Ende 2020 der Zuschlag für die Planung, darunter ein österreichisches Ingenieur-Büro.

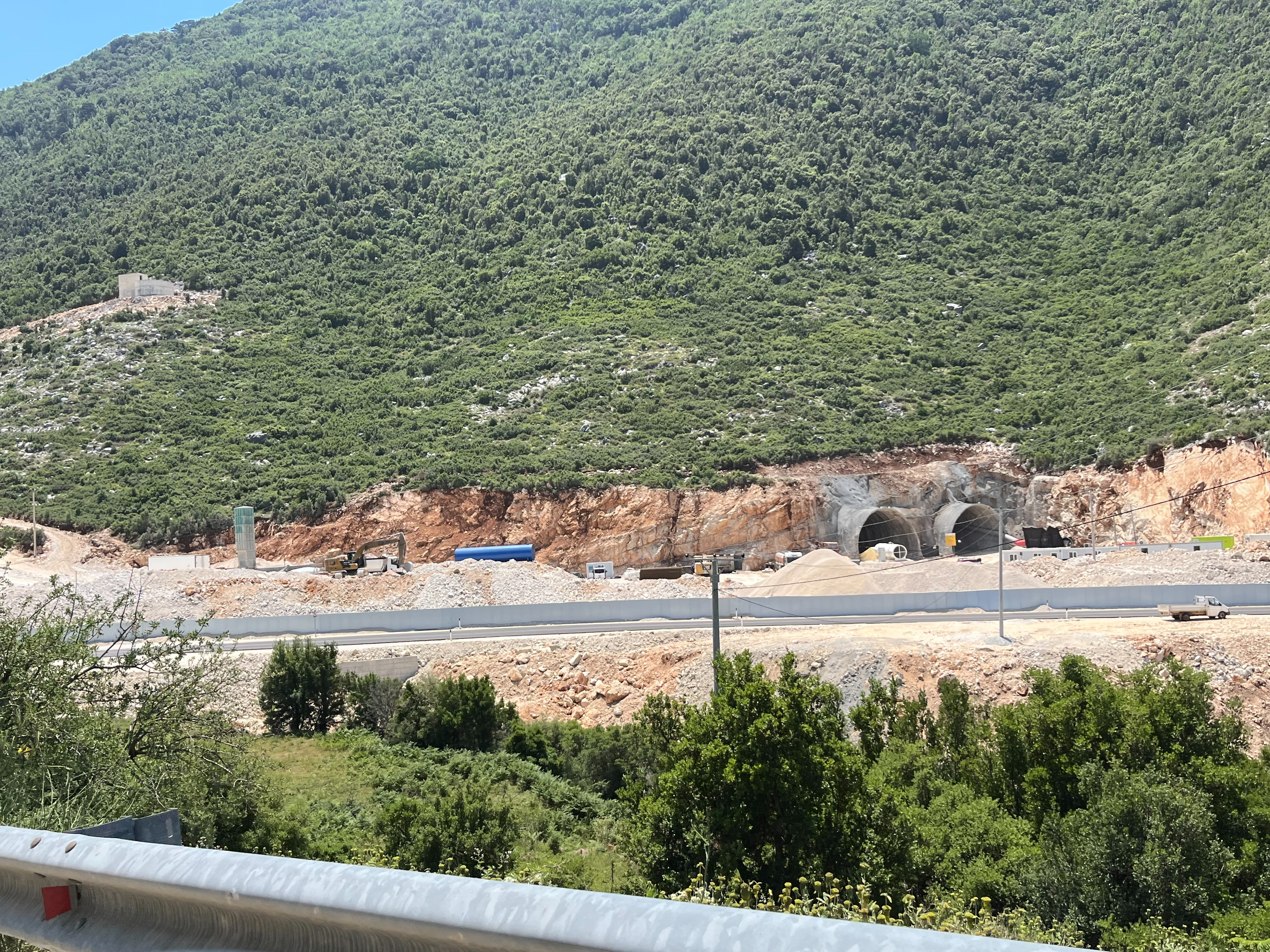
Bauarbeiten am Nordportal im Sommer 2022

Weniger als ein Jahr später erfolgte auch der Zuschlag an ein türkisches Baukonsortium. Die Bausumme wurde mit € 140 Millionen angegeben. Im November 2021 wurden die offiziellen Grabungsarbeiten gestartet. Rund 14 Monate später, im Januar 2023, wurde die erste Röhre durchbrochen.
Im Sommer 2023 wurde die neue Zufahrt im Norden nach Dukat respektive dem Tunnelportal eröffnet. Bereits 2022 wurde ein viereinhalb Kilometer langes Straßenstück eröffnet. Es umgeht die Dörfer im nördlichen Bereich der Albanischen Riviera, beginnt etwas unterhalb des Tunnelportals und endet unterhalb von Dhërmi.
Eröffnet wurde der Tunnel am 5. Juli 2024 zu Beginn der Hochsaison in Anwesenheit des Ministerpräsidenten. Zu Beginn durften nur PKW und Busse den Tunnel passieren. Ab 2025 wird auch eine Maut von € 5 erhoben.
Nach der Sommersaison, als in drei Monaten 715.000 Fahrzeuge den Tunnel passiert haben sollen, wurde er für weitere Arbeiten geschlossen. Die Arbeiten an der zweiten Röhre waren bei der Eröffnung noch lange nicht abgeschlossen gewesen. Zudem standen an der ersten Röhre noch Abschlussarbeiten wie der finale Asphalt an. Ende Mai 2025 wurde der Tunnel wiedergeöffnet; Maut soll erst ab Mitte September 2025 erhoben werden.

## Ausführung

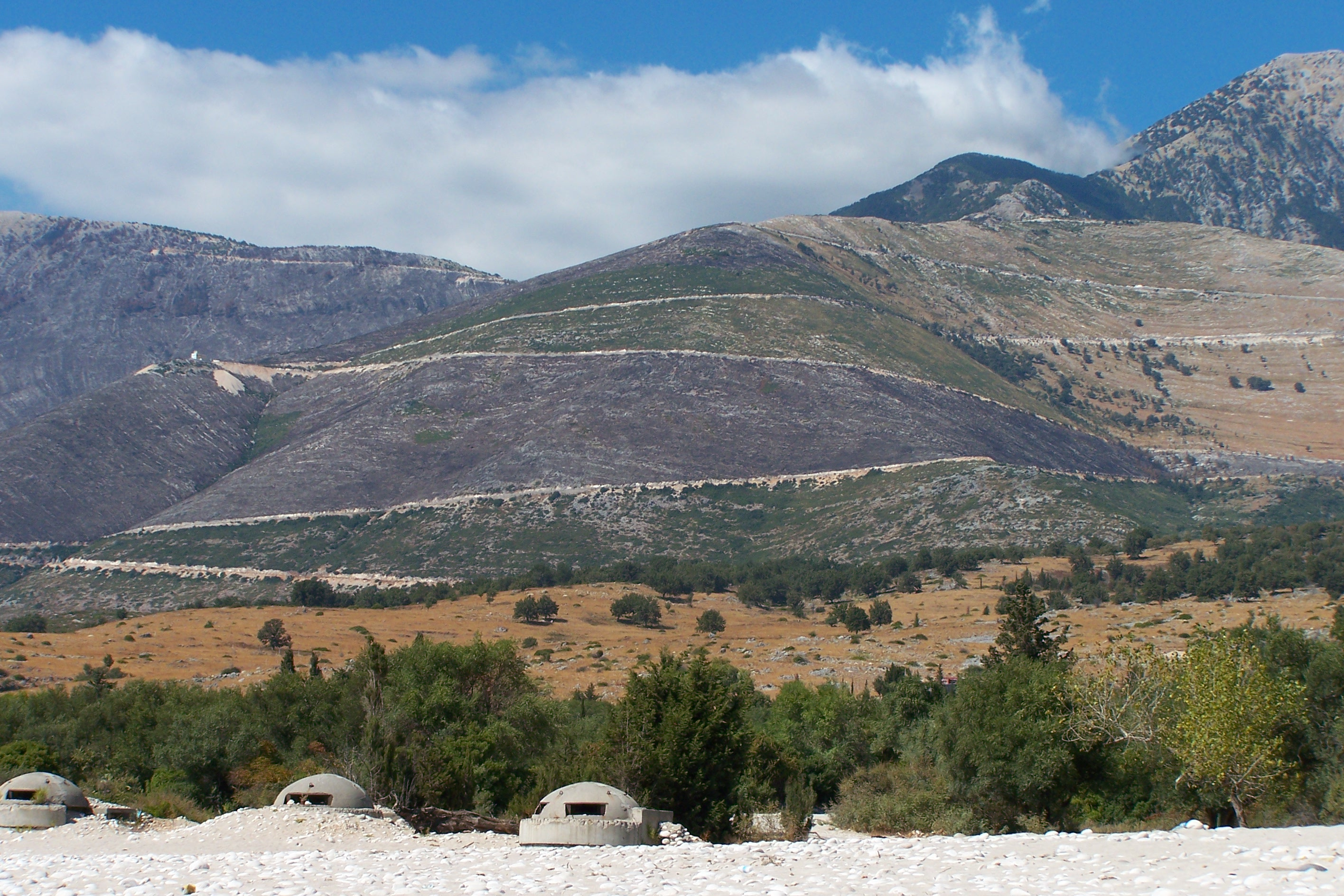
Kehren der Passstraße an der Südseite im Jahr 2007 – das Tunnelportal kommt knapp links vom Bildausschnitt bei der untersten Kehre zu liegen

Das Nordportal liegt beim Dorf Dukat am Fuße der Passstraße zum Llogara, rund sechs Kilometer südlich von Dukat i Ri und rund 14 Kilometer südlich von Orikum. Die Zufahrt von Orikum nach Dukat wurde ab Dukat i Ri auf eine neue Trasse verlegt, so dass die ersten Haarnadelkehren nördlich des Tunnels entfallen. Die neue Strecke ist rund sechs Kilometer lang und quert den Bach von Dukat mehrfach. Weitere sechs Kilometer zwischen Orikum und Dukat i Ri wurden auf bestehender Strecke ausgebaut.
Das Südportal liegt etwa 750 Meter von der Passstraße entfernt westlich der ersten Haarnadelkurve im steilen Südhang unterhalb des Passes. Auch hier sind Brückenbauten notwendig.
Der Tunnel hat zwei Röhren, wobei die östliche als Rettungsstollen dient. Die Portale liegen auf ca. 400 m ü. A. Beim etwas höheren nördlichen Portal befindet sich der höchste Punkt des Tunnels. Kurz vor dem südlichen Ende hat der Tunnel eine leichte Biegung nach Osten. Die Länge des Tunnels mit künstlichen Portalen beträgt 5992 Meter. Elf Durchgänge verbinden die beiden Röhren.
Die neue Strecke ist rund elf Kilometer kürzer und reduziert die Fahrzeit deutlich, entfallen durch den Tunnel rund 600 Höhenmeter und die engen und steilen Passagen der Passstraße. Die Höchstgeschwindigkeit im Tunnel beträgt 80 km/h.